# Säters gård, Surahammars kommun

Säter gård är en egendom i Ramnäs socken, Västmanlands län, känd sedan medeltiden. På en höjdsträckning strax söder om Ramnäs bruk ligger Säter vackert belägen med utsikt över Kolbäcksån och sjön Gnien.  Mangårdsbyggnaden är byggd 1857 men delar därav är sannolikt äldre och flera kulturhistoriskt intressanta byggnader finns på gården. 
Gården omnämns redan i mitten 1300-talet i en dåtida skattelängd. I mitten av 1500-talet ägdes egendomen av lantbrukaren Boriel i Säter. På 1700-talet kom Säter i släkten Erikssons ägo som i olika former brukade gården till 1978. Nuvarande ägare förvärvade egendomen 2004.
Ursprungligen var Säter en by med flera gårdar (Säther by). Efter skiftesreformen 1827 kom inägorna vid Säter att fördelas i laga skifte vid ett möte den 21 maj 1864. Gården fick då en sträckning med skogslotter från Liarsbo i väst till Soldattorpet (nuvarande Fromtorpet) i öst. Inägorna sträckte sig från Soldattorpet i norr, via Säterbo, Småmyra, Säter över Gnien och ner till Rävnäs i söder. Angränsande gårdar var Norrby i nordöst och Sörby i sydväst. 
Soldattorpet var No 77 vid Säter rote vid Västerås kompani, Västmanlands regemente och användes som detta fram till början av 1900-talet. 